# Bennett (dj)
Bennett Bertram (Koblenz, 1997), beter bekend onder zijn artiestennaam Bennett, is een Duits dj en muziekproducent. Hij is onder andere bekend van zijn techno mix van de single Vois sur ton chemin, waarmee hij een nummer 1 hit scoorde in zijn geboorteland.

## Biografie
Bennett begon in 2015 toen hij een DJ-controller kocht. Hij experimenteerde met het maken van liedjes en begon als dj op feestjes van vrienden in Koblenz. Op achttienjarige leeftijd trad Bennett voor het eerst op als dj in een club. Vanaf dat moment stond hij in meerdere clubs.
In 2023 brak Bennett internationaal door met zijn techno mix van het nummer Vois sur ton chemin. Het nummer is oorspronkelijk van Bruno Coulais en was in 2004 te horen in de film Les Choristes. Het nummer was oorspronkelijk een koorlied gezongen door kinderen, maar in zijn techno mix begeleidt Bennet het nummer met opzwepende beats. Op het platform TikTok werd een video met het nummer 4,5 miljoen keer bekeken en 7.000 keer geliket. Vois sur ton chemin was onder andere te horen in het programma van Dimitri Vegas, Michelon, LUM!X, VCL en Michael Armani en werd gespeeld op op het festival Tomorrowland. In de Top 100 Singlecharts van Duitsland behaalde het nummer de eerste plaats en in de Schweizer Hitparade en Ö3 Austria Top 40 haalde het nummer de vijfde plaats. In de Nederlandse Top 40 moest Vois sur ton chemin het met de twintigste plaats doen.

## Discografie

### Singles
| Jaar | Titel                                    |
| ---- | ---------------------------------------- |
| 2021 | Faster and Faster                        |
| 2022 | Amphetamin (Remix)                       |
| 2022 | Mission One                              |
| 2023 | Vois sur ton chemin (Techno Mix)         |
| 2024 | Dernière danse (Techno Mix) (met Indila) |
| 2024 | Lullaby                                  |
| 2024 | Mamma Mia (Techno Mix) (met Mentissa)    |
| 2024 | Allein Allein (Bennett remix)            |
| 2025 | Fade Away                                |
| 2025 | Iced Lips                                |

- MusicBrainz: 282259f5-4979-4301-94ef-bcaecaeb553e